# Marie Gervais-Vidricaire

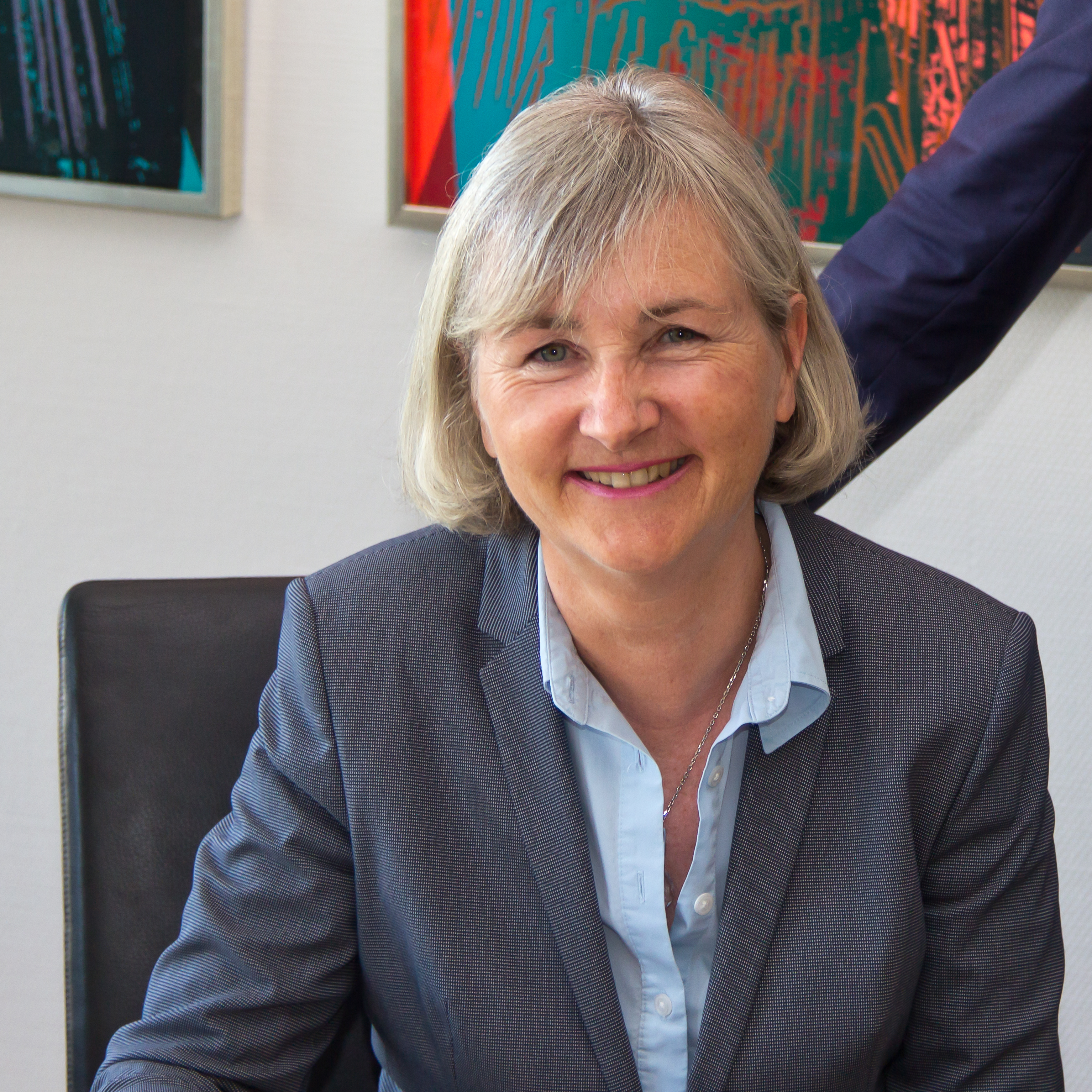
Marie Gervais-Vidricaire bei ihrem Antrittsbesuch im Kölner Rathaus, Juli 2014

Marie Gervais-Vidricaire (* 25. August 1955 in Montmagny (Québec)) ist eine kanadische Diplomatin und war von September 2013 bis Februar 2017 Botschafterin ihres Landes in Deutschland.

## Leben
Gervais-Vidricaire studierte an der Université Laval in Quebec Journalismus mit Nebenfach Germanistik (B.A.), am Institut d’études politiques de Paris Internationale Beziehungen (Diplom) und an der École des Hautes Études en Sciences Sociales de Paris Politik- und Sozialwissenschaften. Sie spricht Französisch, Englisch, Spanisch und Deutsch.
1980 trat Marie Gervais-Vidricaire in den Dienst des Ministeriums für auswärtige Angelegenheiten und internationalen Handel und hatte Positionen in Mexiko-Stadt, Bogota, New York, Paris und Genf inne. Von 2005 bis 2009 war sie Botschafterin in der Republik Österreich mit gleichzeitiger Akkreditierung für die internationalen Organisationen mit Sitz in Wien. Danach arbeitete sie in der vom NATO-Generalsekretär zur Entwicklung eines neuen strategischen Konzepts für die NATO einberufenen unabhängigen Expertengruppe.
In Ottawa bekleidete sie Positionen im Privy Council Office sowie im Ministerium für auswärtige Angelegenheiten und internationalen Handel. Dort war sie zuletzt von 2001 bis 2005 Leiterin der Abteilung Globale Fragen und von 2011 bis 2013 Leiterin der Task Force für Stabilisierung und Wiederaufbau (START). Am 23. August 2013 wurde sie von Außenminister John Baird zur Botschafterin in Berlin berufen.
Gervais-Vidricaire ist mit Marc Vidricaire verheiratet und hat zwei Söhne.